# Thiron-Gardais
Thiron-Gardais är en kommun i departementet Eure-et-Loir i regionen Centre-Val de Loire strax norr om centrala Frankrike. Kommunen ligger i kantonen Thiron-Gardais som tillhör arrondissementet Nogent-le-Rotrou. År 2022 hade Thiron-Gardais 972 invånare.

## Befolkningsutveckling
Antalet invånare i kommunen Thiron-Gardais
Referens:INSEE